# Pontevedra Club de Fútbol 2004-2005
Questa voce raccoglie le informazioni riguardanti il Pontevedra Club de Fútbol nelle competizioni ufficiali della stagione 2004-2005

## Stagione
Nella stagione 2004-2005, il Pontevedra, neopromosso, concluse la Segunda División spagnola all'ultimo posto in classifica. Il club galiziano retrocesse quindi in Segunda División B, dopo una sola stagione.
In Coppa del Re, il Pontevedra fu eliminato ai Sedicesimi di finale dal Getafe.

## Rosa
| N. |                      | Ruolo | Calciatore               |
| -- | -------------------- | ----- | ------------------------ |
| 1  | Perù (bandiera)      | P     | Francisco Bazán          |
| 2  | Brasile (bandiera)   | C     | Alexandre Alves da Silva |
| 3  | Spagna (bandiera)    | D     | David Casablanca         |
| 3  | Nigeria (bandiera)   | D     | Albert Yobo              |
| 4  | Spagna (bandiera)    | D     | Fede Bahón               |
| 5  | Spagna (bandiera)    | C     | Alejandro Vázquez        |
| 6  | Venezuela (bandiera) | D     | José Manuel Rey          |
| 7  | Spagna (bandiera)    | C     | Juan Jesús Cabrera       |
| 8  | Spagna (bandiera)    | A     | Álex Díaz                |
| 8  | Spagna (bandiera)    | C     | Xaco                     |
| 9  | Spagna (bandiera)    | A     | Changui                  |
| 9  | Spagna (bandiera)    | A     | César Olaiz Nogués       |
| 10 | Spagna (bandiera)    | C     | Carlos Padín             |
| 11 | Spagna (bandiera)    | C     | José Luis Cabrera        |
| 12 | Argentina (bandiera) | C     | Fernando D'Amico         |
| 13 | Spagna (bandiera)    | P     | Ramón Moncho             |
| 14 | Argentina (bandiera) | C     | César Garipe             |
| 15 | Spagna (bandiera)    | D     | Luciano González         |

| N. |                    | Ruolo | Calciatore                |
| -- | ------------------ | ----- | ------------------------- |
| 16 | Spagna (bandiera)  | A     | Manuel Canabal            |
| 17 | Spagna (bandiera)  | C     | Juan Navarro              |
| 18 | Brasile (bandiera) | A     | Charles Dias de Oliveira  |
| 19 | Spagna (bandiera)  | A     | José Luis Capdevila       |
| 20 | Uruguay (bandiera) | D     | Edgardo Adinolfi          |
| 20 | Spagna (bandiera)  | C     | Rubén Reyes               |
| 21 | Spagna (bandiera)  | C     | Asier Salcedo             |
| 22 | Spagna (bandiera)  | D     | Mauro García Juncal       |
| 23 | Spagna (bandiera)  | A     | Javier Rodríguez Gonzalvo |
| 24 | Spagna (bandiera)  | C     | José Manuel Colmenero     |
| 25 | Spagna (bandiera)  | P     | Joaquín Moso              |
| 26 | Spagna (bandiera)  | A     | Roberto Piñeiro           |
| 27 | Spagna (bandiera)  | D     | Sito                      |
| 28 | Spagna (bandiera)  | D     | Aitor Díaz                |
| 29 | Spagna (bandiera)  | C     | Fran Rico                 |